# Дроздовий фірлюк
Дроздовий фірлю́к (Pinarocorys) — рід горобцеподібних птахів родини жайворонкових (Alaudidae). Представники цього роду мешкають в Африці на південь від Сахари .

## Види
Виділяють два види:
- Фірлюк дроздовий (Pinarocorys nigricans)
- Фірлюк рудогузий (Pinarocorys erythropygia)

## Етимологія
Наукова назва роду Pinarocorys походить від сполучення слів дав.-гр. πιναρος — брудний і лат. corys — жайворонок.